# Mariano Urrea
Mariano Urrea o Mariano de Urrea (1765, Villa de Altar, Provincia de Sonora y Sinaloa, México – 1852, Guayaquil, Ecuador) fue jefe superior político de Sonora y comandante general de Provincias Internas. Nació en Villa de Altar en 1765 y fue nieto del capitán Bernardo de Urrea.

## Carrera militar
Inició la carrera de las armas en clase de cadete de la Compañía Presidial del mismo lugar el 1 de septiembre de 1782; el 16 de julio de 1785 pasó a la Compañía de Horcasitas con grado de alférez; el 25 de febrero de 1793 como teniente al presidio del Tucson; en 9 de septiembre de 1804 fue nombrado teniente comandante de la compañía de los indios auxiliares del pueblo de Bacoachi y el 20 de julio de 1805 se le confirió el grado de capitán al mando de la Compañía Presidial de Altar. Participó en 31 expediciones armadas contra los apaches y de otras tribus sublevadas, distinguiéndose por su valor y actividad. Con una Sección de su Compañía se incorporó a la Brigada de Operaciones que el brigadier García Conde llevó al sur a combatir a los insurgentes que acaudillaba González de Hermosillo y cooperó a la victoria obtenida en San Ignacio Piaxtla. Quedó con el mando militar de la región del Rosario, pacificó los pueblos y rancherías de Jacobo, Santa Catarina, El Palmar y San Juan y en 1812 pasó a operar el distrito de Tepic.
El 16 de marzo de 1815 ascendió a teniente coronel, se le dio el mando del Regimiento Provincial de Colotlán, con carácter de gobernador de la región y una asignación de tres mil pesos anuales. Pacificó la zona que se le había encomendado, mandó varias expediciones armadas en jurisdicción de Zacatecas, cuyo mando militar ejerció en dos temporadas cortas; fue premiado con la Cruz de la Orden de San Hermenegildo, con su cuerpo se incorporó a la brigada que comandaba el general Luis de Quintanar; en 1819 fue cambiado a Apatzingán como jefe de la Cuarta Sección de la Nueva Galicia, sin perder su carácter de gobernador de Colotlán; en junio de 1821 secundó al general Pedro Celestino Negrete en la proclamación del Plan de Iguala; mandó la caballería en el asedio que las tropas trigarantes pusieron a la ciudad de Durango y tomó posesión del gobierno de la Nueva Vizcaya el 17 de septiembre, por el nombramiento del mismo Negrete. Iturbide le confirió el grado de coronel con fecha 15 de febrero de 1822 y el 8 de junio siguiente le expidió la patente de coronel efectivo. Del 1 al 30 de julio estuvo encargado de la comandancia general de las Provincias Internas de Occidente, entre la salida de García Conde y la llegada de Cordero a Durango, volvió al desempeño del gobierno, fue removido por Iturbide en virtud de haber sido acusado de ser adicto al régimen republicano y entregó al sustituto el 16 de agosto. Fue a la Ciudad de México en diciembre, llevando amplias certificaciones sobre su conducta observada en al Nueva Vizcaya y se vindicó; pero no logró su reposición y quedó en disponibilidad. El 9 de marzo de 1823 se salió de la capital con 108 soldados, amparando a dos diputados enemigos del gobierno, y se unió a los defensores del Plan de Casa Mata; en Querétaro se le dio el mando de una columna y entró de regreso a México con las fuerzas republicanas.

## Gobernador de Sonora
Después de la caída de Iturbide, el Supremo Poder Ejecutivo Federal lo nombró en 5 de abril jefe superior político y militar de las Provincias de Sonora y Sinaloa, arribó al mineral del Rosario el 31 de julio y el mismo día asumió el mando. Secundado por las tropas a sus órdenes, el Ayuntamiento y los vecinos, a continuación proclamó el régimen de gobierno federal, declarando a la zona que se le había encomendado en Estado con la denominación de "Gobierno Provisional del Estado Libre de Sonora", dentro del cual comprendió a las dos Provincias que de hecho estaban separadas desde el régimen de Iturbide y se tituló gobernador. Esta proclamación no tuvo efecto porque doce días antes el Congreso general había autorizado la separación definitiva de ellas. Urrea arribó a Arizpe en octubre, poco después recibió orden de entregar a Narbona y no obedeció, habiendo desempeñado la jefatura política de Sonora y la comandancia general de ésta y de Sinaloa; en febrero de 1824 recibió nueva orden de entregar ambos mandos al coronel Elías y se negó a cumplirla de acuerdo con la diputación provincial. En agosto hizo frente al levantamiento de los ópatas, invadió el territorio de Chihuahua en persecución de los mismos, los derrotó en Basaseachi aprehendiendo a los principales responsables y regresó con éstos y con el botín que les quitó. A mediados de año convocó a elecciones de diputados para integrar el Congreso Constituyente del Estado de Occidente, éste se instaló el 12 de septiembre y cesó en el mando político que venían ejerciendo por haberse nombrado el primer gobernador. La resistencia que opuso al cumplimiento de las órdenes superiores obligaron a la Secretaría de Guerra a enviar al Estado al general José Figueroa, con el cargo de comandante general e instrucciones de someterlo. Todavía recurrió Urrea a una serie de maniobras tortuosas para retener el mando militar, haciendo que sus oficiales subalternos se pronunciaran en contra del gobierno con el pretexto de su salida de Sonora; Figueroa obró con energía, los consignó a un consejo de guerra que los sentenció a obras públicas en el Puerto de Veracruz y los envió a su destino con el teniente coronel José Stáboli. En junio de 1825 fue igualmente aprehendido Urrea y enviado a México con una escolta, pesando sobre él los siguientes cargos: haberse negado a entregar el mando el 24 de diciembre anterior en que se había presentado el sustituto; las manifestaciones hostiles de los oficiales que le estaban subordinados para que no se le removiera, dirigidas y toleradas por él mismo; que había pretendido proclamarse "rey de Sonora" con absoluta independencia del Gobierno Nacional y que había provocado una gran reunión de indios en el pueblo de Sinoquipe con los mismos fines citados. Alegó después que la presencia de éstos en el precitado pueblo había tenido el objeto aquietarlos porque estaban alborotados y volverlos a sus lugares de residencia. Su conducta en el Estado constituyó la iniciación de una serie de desórdenes y turbulencias que se sucedieron durante largos años con posterioridad a la consumación de la independencia.

## Exilio
Estuvo interesado en las minas del Refugio, municipio de Guadalupe y Calvo y permaneció en la Ciudad de México arraigado hasta diciembre de 1827 en que salió furtivamente para pronunciarse por el Plan de Montaño. Fue aprehendido en Tulancingo junto con otros de los comprometidos y se le desterró fuera de la República bajo los cargos de deserción y rebelión señalándolo equivocadamente como gachupín. Permaneció largos años en Guayaquil, Ecuador, inútilmente gestionó su reingreso al Ejército Nacional y el pago de los sueldos atrasados que se le adeudaban como gobernador de Colotlán y murió en 1852.